# Źródło Żelaziste (Ustroń)
Źródło Żelaziste – źródło wody żelazistej na terenie Ustronia w Beskidzie Śląskim, znane od końca XIX w. Do końca lat międzywojennych ulubiony cel spacerów i ośrodek życia towarzyskiego kuracjuszy i letników. Obecnie niewykorzystywane i nieco zaniedbane.

## Położenie
Źródło znajduje się w prawobrzeżnej części Ustronia, na Zawodziu, w dolinie potoku Gościeradowiec. Usytuowane jest na jego brzegu, ok. 200 m powyżej mostu, którym przekracza go ul. Sanatoryjna.

## Historia
Odkryte zostało przypadkowo przez arcyksiążęcego urzędnika, Jana Kubisza, w dawnej sztolni, którą w przeszłości wydobywano tu rudę żelaza dla ustrońskiej huty. Stąd w późniejszych latach nazywano je również „źródłem żelazistym Jana”. Pierwsze badania wody, wykonane jeszcze w XIX w. przez dra Grossa z Wiednia wykazały, że woda zawierała (…) szczawy żelaziste, obejmujące obok bezwodnika węglowego sole żelaza. Na tej podstawie kuracjusze korzystali z wody tego źródła według wskazań miejscowego lekarza uzdrowiskowego – jest prawdopodobne, że woda ta mogła działać korzystnie na poprawę zdrowia przy stanach anemicznych. Kuracja pitna wodą ze źródła, najbardziej popularna na przełomie XIX i XX w., utrzymywała się do I wojny światowej.
Założone w 1888 r. Verschönerungsverein in Ustron (Towarzystwo Upiększania Ustronia) w 1889 r. zakupiło parcelę ze źródłem. Zabudowano skarpę z wylotem sztolni, a sam wypływ wody otrzymał kamienną obudowę, na której umieszczono żeliwną tablicę z napisem „Eisenquelle”. W tym samym 1889 r. z inicjatywy i przy wsparciu Towarzystwa wytyczona i urządzona została ścieżka spacerowa, wiodąca doliną Gościeradowca, mostki na potoku, a przy źródle ustawiono proste drewniane ławki.
W latach 1898/1899 wspomniane Towarzystwo wybudowało koło źródła podpiwniczony, drewniany pawilon restauracyjny i uzyskało dla niego koncesję na sprzedaż piwa. Część obiektu stanowiła spora wiata z podium, przeznaczona do zabaw tanecznych, do których przygrywała orkiestra hutnicza. Po 1900 r., t.j. po zamknięciu wielkiego pieca w ustrońskiej hucie i zlikwidowaniu kąpieli żużlowych życie towarzyskie uzdrowiska, koncentrujące się dotychczas wokół Domu Zdrojowego i zakładu kąpielowego, przeniosło się w otoczenie Źródła Żelazistego.
W latach międzywojennych źródłem zajmowało się dalej reaktywowane w 1923 r. pod nieco zmienioną nazwą Towarzystwo Miłośników Ustronia. Rozbudowało ono pawilon przy źródle, utrzymywało ścieżki i mostki. Wyremontowano obudowę źródła, a ta zachowana do dziś pochodzi z 1932 r. i została wykonana wg projektu cieszyńskiego architekta Alfreda Wiedermanna. Analiza wody, wykonana w latach 30. przez studenta Wydziału Chemii Uniwersytetu Jagiellońskiego, W. Wawrzyczka, wykazała, iż obok jonów żelaza woda zawiera również sód, potas i wapń, jednak zapewne w ilościach tak niewielkich, że zaprzestano jej stosowania w celach leczniczych. Tym nie mniej, źródło dalej było popularnym celem przechadzek kuracjuszy ustrońskiego uzdrowiska, letników jak i miejscowych.
W 1938 r. Towarzystwo sprzedało realność przy Źródle Żelazistym, inwestując pieniądze w zakup znacznie bardziej opłacalnego Źródła „Budzigłód” pod Jelenicą. Na miejscu pawilonu w tym samym 1938 r. nowy właściciel wybudował istniejący do dziś pensjonat „Źródło Żelaziste”.
W latach po II wojnie światowej popularność źródła spadła. Ze względu na rozwijającą się zabudowę powyżej źródła jego wydajność znacznie zmniejszyła, a woda jest często zanieczyszczona i nie nadaje się do spożycia.